# Столичний зелений пояс

Столичний зелений пояс Лондона (окреслений червоним кольором) серед інших зелених поясів Англії

 Столичний зелений пояс — зелений пояс, розташований на території Великого Лондона (близько 10 %) та в навколишніх графствах (близько 90 %). Площа — 554,7 тисячі га (на 2011 рік), що втричі більше ніж площа самого Лондона. Створено за проєктом Леслі Аберкромбі після Другої світової війни з метою запобігти подальшому розростанню міста.

## Історія
Першу спробу обмежити розростання Лондона зроблено актом парламенту в 1593 році, який заборонив зведення нових будівель на відстані трьох миль від Лондона і Вестмінстера. Протягом XIX століття населення Лондона зросло в 6 разів, поява залізниць та автомобільних доріг сприяла розповзанню міської забудови. Акт парламенту 1938 року визначив зелену зону як місце відпочинку й заняття сільським господарством та надав місцевій владі право купувати землю в Лондоні для запобігання подальшій забудові. Цей закон передбачав можливість переходу приватних землеволодінь у межі зеленого поясу. У 1947 році прийнято новий акт парламенту — про міське та сільське планування. Наступні нормативні акти для цілей зеленого поясу встановлювали чіткі відмінності між містом і селом.